# تكفيت

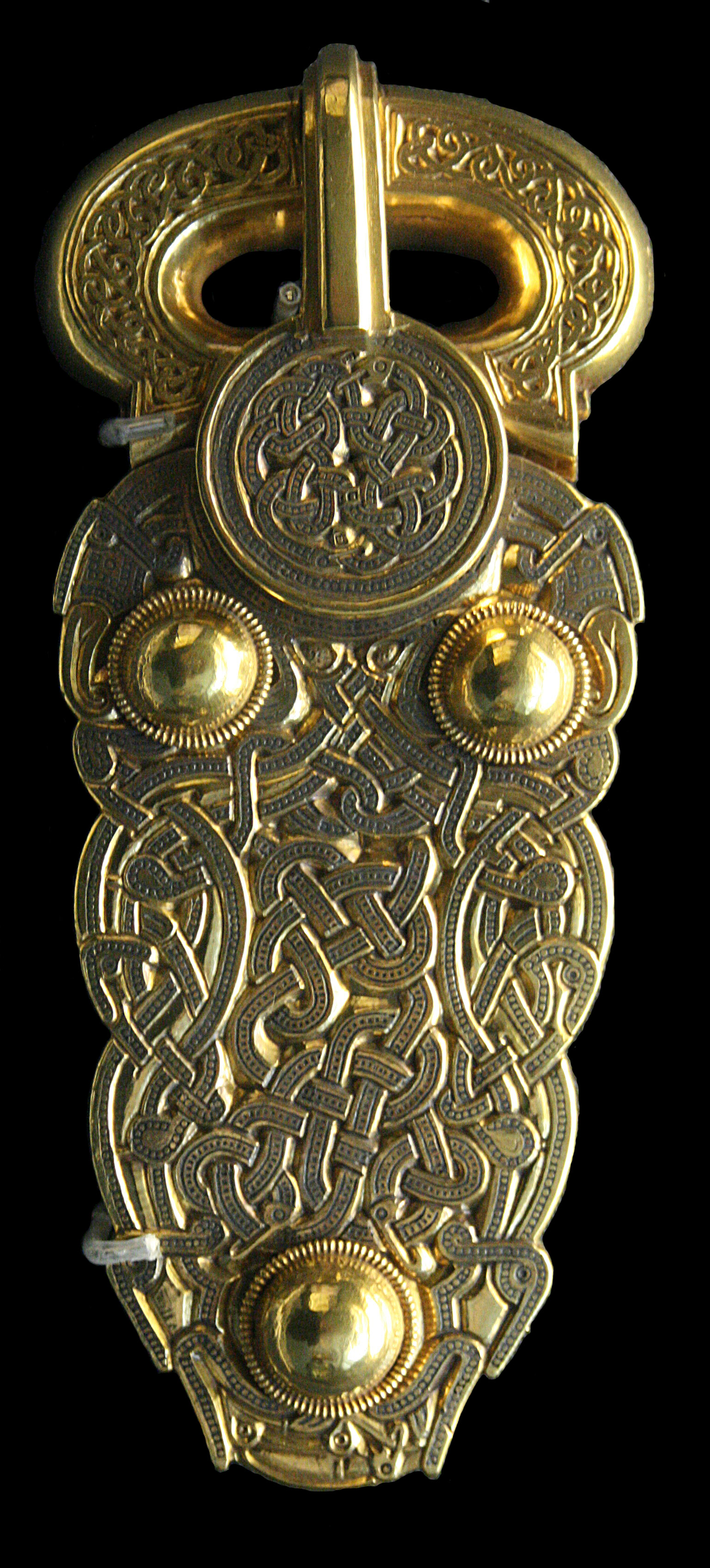
التكفيت.

التكفيت أو النل وهو أسلوب في زخرفة المعادن يستخدم فيه خليط معدني فاحم يملأ به الخطوط مرسومة تارة و منقوشة تارة أخرى على صفائح من معدن.